# 개혁 연합

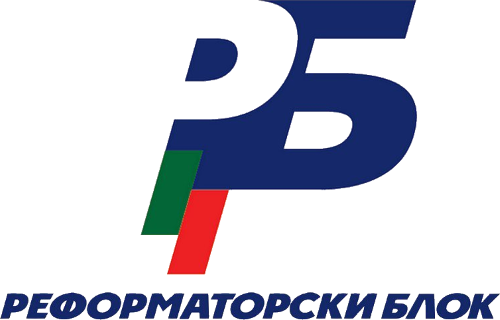

개혁 연합(불가리아어: Реформаторски блок)은 2014년 불가리아에서 만들어진 불가리아 중도우파 정당이다. 2014년 총선거 결과, 권리와 자유의 운동에 이어 제4당이다.